# Скоростной флот
Российская финансово-промышленная группа (ФПГ) «Скоростной флот» основана в 1994 году, с целью объединения старейших судостроительных предприятий России для обеспечения полного цикла проектирования и изготовления скоростных судов. Включает в себя государственные унитарные и акционерные промышленные предприятия, научно-исследовательские институты и проектно-конструкторские бюро, а также ряд банковских и инвестиционных структур.

## История
В 1994 году Компания "Гермес-Союз" объединила в финансово-промышленную группу "Скоростной флот" 17 российских финансовых предприятий, заводов и НИИ, специализирующихся в области судостроения, в том числе восемь петербургских.
Акционерами ФПГ «Скоростной флот», на основании закона «О финансово-промышленных группах» было учреждено акционерное общество открытого типа "Центральная компания финансово-промышленной группы «Скоростной флот», задачей которого является деятельность по маркетингу зарубежного рынка от имени ФПГ.
Дальнейшая политика прямого инвестирования, проводимая ОАО "ПК "Гермес-Союз" позволила обеспечить защиту патентного приоритета России на достижения в области скоростного судостроения, обновление материальной базы предприятий и организаций до уровня, соответствующего мировым стандартам, сохранение кадрового потенциала.
В 2004 году группа передала за 2 млн. долларов Ичанской судоходной компании (Китай) для перевозок по реке Янцзы два судна на подводных крыльях "Ласточка-М" построенных заводом "Волга".
Высокую оценку натурным образцам продукции ФПГ «Скоростной флот» дали специалисты на проходившем в Санкт-Петербурге IV Международном военно-морском салоне (МВМС-2009).

## Структура
ФПГ «Скоростной Флот» включает:
- ОАО «Центральное Конструкторское бюро по судам на подводных крыльях им. Р. Е. Алексеева» (основано в 1951 г.)
- ОАО «Судостроительный завод «Волга» (основано в 1970 г.)
- ОАО «Редан» (основано в 1901 г.)
- ЗАО «Центральное Конструкторское бюро Нептун» (основано в 1947 г.)
- ОАО «Звезда» (основано в 1932 г.)
- ОАО "Свирская судостроительная верфь" (основано в 1946 г.)
- ООО «Охтинская Верфь»

## Продукция и услуги
Выпускаемая продукция:
- высокоскоростные многоцелевые корабли;
- катера и суда, включая патрульные, разъездные, спасательные, пожарные и транспортные, в том числе на подводных крыльях, воздушных каверне и подушке;
- многоцелевые экранопланы;
- моторные лодки и яхты;
- судовые дизельные двигатели, реверсивно-редукторные передачи, дизель-генераторные установки и автоматизированные электростанции

Услуги:
- проектирование вышеперечисленных судов по техническим условиям заказчика;
- модернизацию скоростных судов;
- проектирование верфей для строительства скоростных судов;
- строительство скоростных судов по российским проектам на верфях заказчика;
- поставки запасных частей для российской морской техники

## Интересные факты
По заказу правительства Москвы ФПГ «Скоростной флот» обеспечила перевод и установку в Москве в музейно-мемориальном комплексе истории ВМФ России первого в мире десантного экраноплана «Орленок», не имеющего аналогов за рубежом и символизирующего бесспорный приоритет России в области экранопланостроения.